# Artogerassa
Artogerassa (en armenio:Արտագերս, Artagerk) fue una histórica fortaleza en el cantón de Arsarunia, en la provincia de Airarat, en Armenia. 
Hasta ahora, no se ha podido estableces su ubicación exacta, aunque se la suele identificar con la Fortaleza Azul que estaba en la misma provincia y es citada por historiadores armenios y extranjeros posteriores. En el siglo IV, el rey Arsaces II de Armenia (r. 350–368) la reconstruyó y mantuvo allí el tesoro real. Poco después de su muerte, su esposa Farantzem y su heredero Pap (r. 370–374) se escondieron allí ante la invasión de Armenia por las tropas del Imperio sasánida, donde fueron cercados y finalmente tomada la fortaleza. Farantzem y el tesoro real fueron llevados a Persia.